# Тюхтет (Красноярський край)
Тюхтет (рос. Тюхтет) — село в Росії, у Красноярському краї, адміністративний центр ‎Тюхтетського району. Населення - 4791 осіб.

## Географія
Розташоване на березі річки  Тюхтет (басейн Єнісею), біля соснового бору, якому присвоєно статус пам'ятника природи регіонального значення, мета якого - зберегти унікальний ліс. Бор також є місцем відпочинку для місцевих мешканців.

## Історія
У Тюхтет відправляли на заслання людей, що переступили закон, а також «неблагонадійних». У 1715 році XVIII століття заслані поселенці з числа старовірів стали засновниками села. Тюхтет був місцем для поселення засланців до кінця 1940-х років, що не заважало селу розвиватися: йшла торгівля, виникали ремесла. Мешканці в Тюхтеті й навколишніх селах продавали надлишки сільськогосподарської продукції, яка користувалася попитом та привертала торговців навіть з-за кордону, в основному, з Китаю. Вони, в свою чергу, забезпечували мешканців Тюхтету прянощами.
Статус районного центру Тюхтет отримав у 1925 році, але більша частина соціально-побутової інфраструктури в селі з'явилася в роки, коли закінчилася громадянська війна. До революції тут працювала лише школа і була побудована невелика лікарня. 